# Monophyllanthe araracuarensis
Monophyllanthe araracuarensis là một loài thực vật có hoa trong họ Marantaceae. Loài này được S.Suárez, Galeano & H.Kenn. mô tả khoa học đầu tiên năm 2001.